# 富鈣鋁包體

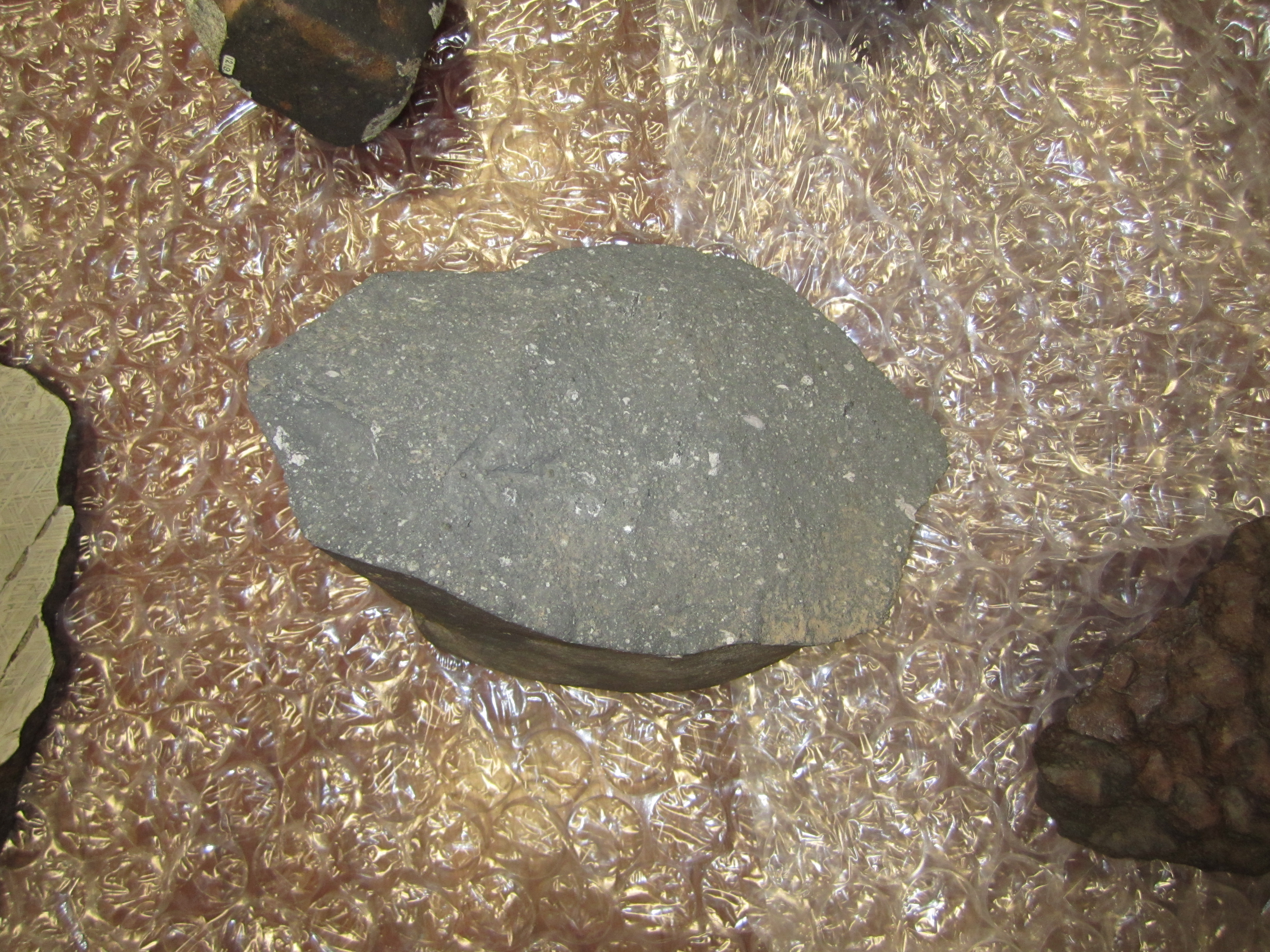
球粒隕石中，被視為白色斑點的是富含鈣和鋁的包體。

富鈣鋁包體（英語：calcium–aluminium-rich inclusion）或富鈣Al包體（英語：Ca–Al-rich inclusion，CAI）是在碳質球粒隕石中發現的次毫米至釐米大小的淺色鈣和鋁富包體。經過鉛-鉛定年法測定的四個富鈣鋁包體的加權平均年齡為4567.30±0.16百萬年。由於富鈣鋁包體是最古老的固體，這個年齡通常用於定義太陽系的年齡。

## 描述
由礦物組成的富鈣鋁包體是由冷卻中的原行星盤冷凝而成的第一批固體之一。它們被認為是由高溫（>1300 K）氣體形成的細粒凝析物，該氣體在太陽系形成的早期階段存在於原行星盤中。其中一些可能在後來被重新熔化，從而產生明顯的粗糙紋理。富鈣鋁包體中最常見和最具特徵的礦物包括鈣長石、黃長石、鈣鈦礦、含鋁尖晶石、黑鋁鈣石、鈣質輝石和富含鎂橄欖石的橄欖石。
使用鉛-鉛定年（英語：Lead–lead dating），計算了四個富鈣鋁包體的絕對年齡，得出它們的加權平均年齡為4567.30 ± 0.16 百萬年；這通常被解釋為代表行星系統形成的開始（所謂的「富鈣鋁包體時間零點」）。值得注意的是，這四個用於測定年代的富鈣鋁包體都來自同一組隕石（碳質球粒隕石）。